# Ananteris cisandinus
Espèce
Ananteris cisandinus est une espèce de scorpions de la famille des Ananteridae.

## Distribution
Cette espèce est endémique de la région de Loreto au Pérou. Elle se rencontre vers Manseriche.

## Description
Le mâle holotype mesure 14,9 mm et la femelle paratype 19,3 mm.

## Systématique et taxinomie
Cette espèce a été décrite par Lourenço en 2015.

## Publication originale
- Lourenço, 2015 : « Comments on the Ananterinae Pocock, 1900 (Scorpiones: Buthidae) and description of a new remarkable species of Ananteris from Peru. » Comptes Rendus Biologies, vol. 338, no 2, p. 134-139.